# Octoceras lehmannianum
Octoceras lehmannianum là một loài thực vật có hoa trong họ Cải. Loài này được Bunge mô tả khoa học đầu tiên.